# Aile de kite
 (juin 2013).
Si vous disposez d'ouvrages ou d'articles de référence ou si vous connaissez des sites web de qualité traitant du thème abordé ici, merci de compléter l'article en donnant les références utiles à sa vérifiabilité et en les liant à la section « Notes et références ».

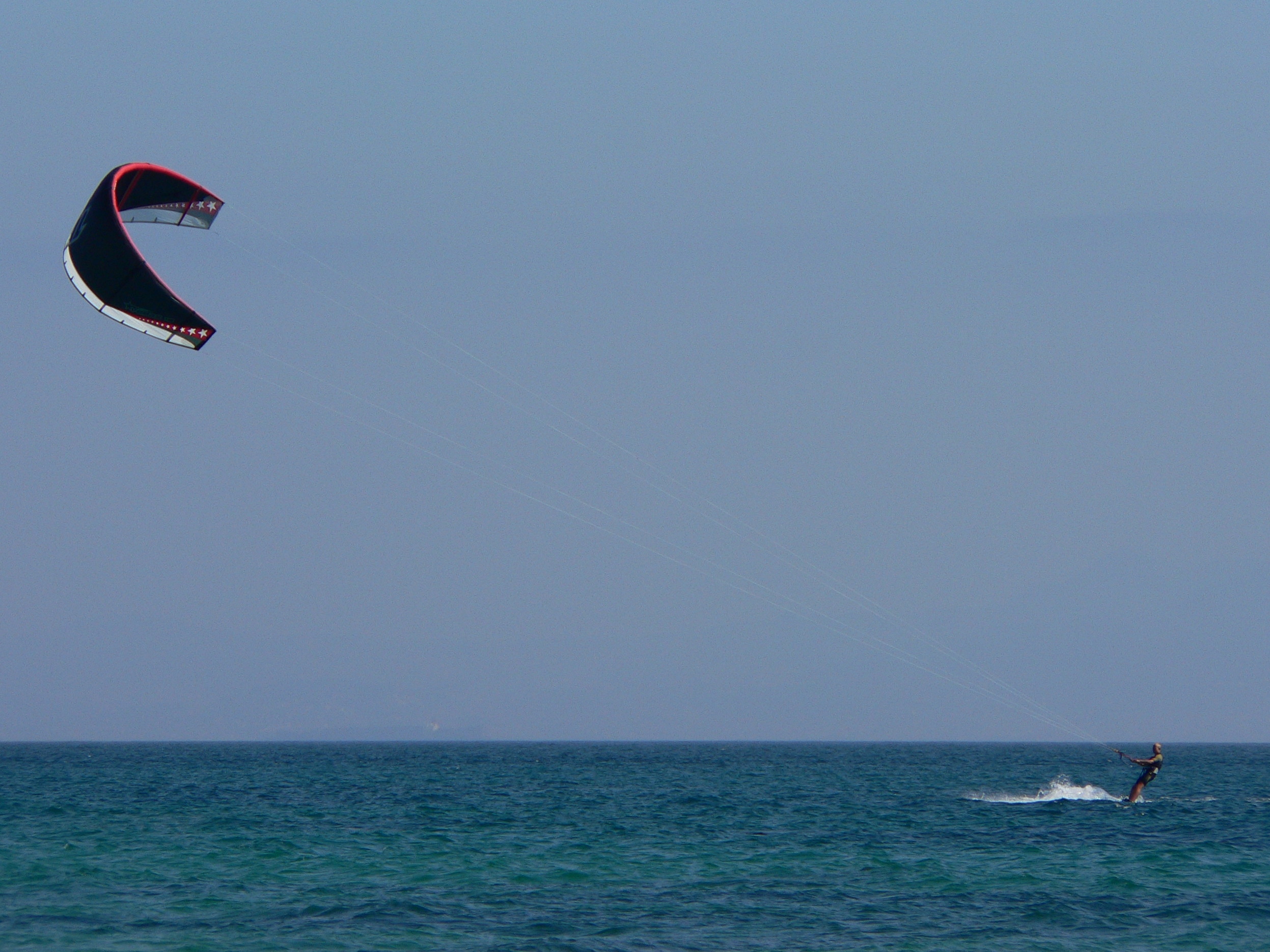
Une aile de kitesurf

Une aile de kite est un cerf-volant adapté à la pratique des sports de glisse aéro-tractés comme le kitesurf, le snowkite ou le char à cerf-volant.